# 1642
Évszázadok: 16. század – 17. század – 18. század
Évtizedek: 1590-es évek – 1600-as évek – 1610-es évek – 1620-as évek – 1630-as évek – 1640-es évek – 1650-es évek – 1660-as évek – 1670-es évek – 1680-as évek – 1690-es évek
Évek: 1637 – 1638 – 1639 – 1640 –  1641 – 1642 – 1643 – 1644 – 1645 – 1646 – 1647

## Események

### Határozott dátumú események
- január 4. – I. Károly angol király a parlamentben személyesen próbálja letartóztatni az ellenzék vezetőit (Pymet, Hampdent, Arthur Hesilrige-et, William Strode-ot, Denzil Hollest és Mandeville őrgrófot), de csak annyit állapíthatott meg haragosan, hogy „a madarak kirepültek”. (Távozáskor kiáltások figyelmeztették a parlament kiváltságaira.)[1]
- február 3. – A gyulafehérvári országgyűlés II. Rákóczi Györgyöt apja mellé társfejedelemmé választja.[2]
- május 17. – Megalapítják Montréal városát.[3]
- augusztus 22. – I. Károly angol király felállítja harci lobogóját Nottinghamben,[1] ezzel kezdetét veszi a polgárháború.[4] (Rossz előjelnek bizonyult, hogy a királyi lobogót még az éjjel ledöntötte a vihar.)[1]
- szeptember 12. – A Richelieu bíboros elleni utolsó összeesküvés vezetőjének, Cinq-Mars márki lefejezése.[5]
- november 21. – Jakusics György kerül az egri egyházmegye élére.[6]
- november 24. – Abel Janszoon Tasman felfedezi a róla elnevezett Tasmaniát.[7]
- december 13. – Abel Janszoon Tasman felfedezi Új-Zélandot.[7]

## Születések
- január 2. – IV. Mehmed, az Oszmán Birodalom 20. szultánja († 1693)
- április 15. – II. Szulejmán, az Oszmán Birodalom 21. szultánja († 1691)
- szeptember 1. – Bethlen Miklós államférfi, történész († 1716)
- december 8. – Johann Christoph Bach német zeneszerző († 1703)
- december 30. – Vincenzo da Filicaja olasz költő († 1707)

Bizonytalan dátum
- Szilágyi Tönkő Márton, a bibliai nyelvek, a filozófia és a dogmatika tanára, református püspök († 1700)

## Halálozások
- január 8. – Galileo Galilei olasz csillagász (* 1564)
- július 3. – Medici Mária francia királyné (* 1573)
- november 7. – Lósy Imre esztergomi érsek (* 1580 körül)
- december 4. – Armand Jean du Plessis de Richelieu bíboros[8]